# Aéroport Capitán Oriel Lea Plaza de Tarija
L'aéroport Capitán Oriel Lea Plaza (code IATA : TJA • code OACI : SLTJ) est un aéroport desservant Tarija, la capitale du département de Tarija, en Bolivie. L'aéroport est au sud-est de la ville, à l'intérieur d'un bassin de la Cordillère Centrale.
L'aéroport est nommé ainsi le 20 juillet 1944 en l'honneur d'un capitaine d'aviation de la guerre du Chaco, Oriel Lea Plaza, mort le 31 mars 1943.

## Situation
| \| 20 km1:4 514 000 \| Camiri Chimoré Cobija Cochabamba El Trompillo Guayaramerín La Paz Oruro Potosí Puerto · Suárez Riberalta Rurrenabaque San Borja Santa Ana · del Yacuma Sucre Tarija Trinidad Uyuni Santa Cruz Yacuiba |
| 20 km1:4 514 000 |

## Compagnies aériennes et destinations
| Compagnies            | Destinations                                                  |
| --------------------- | ------------------------------------------------------------- |
| Boliviana de Aviación | Cochabamba-J. Wilstermann, La Paz-El Alto, Viru Viru, Yacuiba |

Actualisé le 7/12/2023